# Internet Privacy Act
Internet Privacy Act – nieistniejąca, fikcyjna regulacja prawna umieszczana na stronach internetowych poświęconych wymianie plików i portalach świadczących usługi hostingowe. Regulacja ta zabrania korzystania z usługi/serwisu/danych przedstawicielom wymiaru sprawiedliwości i organizacji antypirackich. Powołanie się na ten "przepis" ma zapewnić usługodawcom immunitet i zwolnić ich od odpowiedzialności za naruszenia prawa. Ostrzeżenie takie nie ma żadnej mocy prawnej.
Przykładowy tekst Internet Privacy Act:

Jeżeli jesteś związany z jakąkolwiek instytucją rządową, grupą antypiracką lub inną podobną organizacją albo byłeś jej pracownikiem, NIE MOŻESZ wchodzić na tę stronę, nie możesz mieć dostępu do żadnych jej plików oraz nie możesz oglądać treści plików HTML. Jeżeli wchodzisz na tę stronę nie wyrażasz zgody na te warunki i naruszasz tym samym art. 431.322.12 Internet Privacy Act podpisanego przez Billa Clintona w 1995 roku. Oznacza to, że NIE MOŻESZ grozić naszemu ISP albo jakiejkolwiek osobie lub organizacji przechowującej te pliki oraz nie możesz wysuwać oskarżeń pod adresem związanych z tą stroną osób w tym rodziny, przyjaciół i innych, którzy ją prowadzą lub odwiedzają.

Ponadto regulaminy takich serwisów hostingowych zazwyczaj przewidują, że to użytkownicy ponoszą pełną odpowiedzialność za treści, które zamieszczają, zaś

właściciel serwisu nie może ponieść konsekwencji za to co użytkownicy wstawiają, lub za to co czynią w serwisie

W Polsce właścicieli portali przed odpowiedzialnością za bezprawne treści chroni natomiast Ustawa o świadczeniu usług drogą elektroniczną z dnia 18 lipca 2002 r.
Zdarza się, że regulaminy takie powołują się także na inne nieistniejące przepisy, np.

Zgodnie z polskim prawem ściągnięte pliki posiadające prawa autorskie można przechowywać na dysku przez 24h. Administrator tej strony nie odpowiada za znajdujące się tu pliki. Jeśli chcesz pobrać pliki musisz po 24 h (od momentu pobrania ich na dysk) skasować je ze swojego komputera! Pliki są tu umieszczone w celach edukacyjnych i promocyjnych.

Brak przy tym sprecyzowania podstawy prawnej rzekomych 24 godzin. Możliwe jest też połączenie owego fikcyjnego prawa o 24 godzinach z cytatem z autentycznej Ustawy o prawach autorskich (dopuszczającej użytek osobisty bez ograniczenia czasowego), mimo iż sformułowania ich wykluczają się wzajemnie. Bez podania źródeł funkcjonuje też klauzula pliki objęte prawem autorskim wolno zgrywać z sieci jedynie, jeżeli posiada się w domu ich oryginalną wersję, a ściągniętą kopię będzie się traktować jako zapasową.